# Aiguilles Island
Aiguilles Island ist eine unbewohnte Insel nordöstlich der neuseeländischen Insel Great Barrier Island.
Die etwa 75 Hektar große Insel liegt 47 Kilometer vor der neuseeländischen Nordinsel, erhebt sich bis 120 Meter über den Wasserspiegel und zählt politisch zur Region Northland.